# Aeroportul Santa Maria din Sergipe
Aeroportul Santa Maria (în portugheză Aeroporto Internacional de Aracaju - Santa Maria) (IATA: AJU, ICAO: SBAR) este un aeroport din Sergipe, Brazilia ce deservește zona Aracaju. Aeroportul a fost tranzitat în 2022 de 947.500 de pasageri.
Situat la o altitudine de 7 m, aeroportul dispune de 2 piste. Este operat de Infraero⁠(d).

## Infrastructură

### Piste
Aeroportul dispune de 2 piste. Pista 11/29 are suprafața de asfalt și dimensiunile 2.200 m × 45 m. Pista 14/32 are suprafața de Piçarra⁠(d) și dimensiunile 500 m × 18 m.